# Аршан (Тулунский район)
Аршан (бур. Аршаан) — посёлок в Тулунском районе Иркутской области России. Административный центр Аршанского муниципального образования. Находится примерно в 83 км к юго-западу от районного центра — города Тулун.

## Население
| 2002 | 2010 | 2011 | 2012 | 2013 | 2014 | 2015 |
| ---- | ---- | ---- | ---- | ---- | ---- | ---- |
| 376  | ↘289 | ↘288 | ↘286 | ↗292 | ↘288 | ↘285 |
| 2016 | 2017 |      |      |      |      |      |
| →285 | ↘278 |      |      |      |      |      |

По данным Всероссийской переписи, в 2010 году в посёлке проживало 289 человек (138 мужчин и 151 женщина).